# Commonwealth Games 1998/Badminton (Herrenmannschaft)
Folgend die Ergebnisse und Platzierungen bei den Commonwealth Games 1998 der Herrenmannschaften im Badminton.

## Vorrunde

### Gruppe A
- Kanada –  Nordirland: 5-0
- Malaysia –  Jamaika: 5-0

### Gruppe B
- Sri Lanka –  Malediven: 5-0
- Indien –  Botswana: 5-0

### Gruppe C
- Australien –  Trinidad und Tobago: 5-0
- Wales –  Fidschi: 4-1

### Gruppe D
- Neuseeland –  Mauritius: 5-0
- Südafrika –  Brunei: 4-1

## Endrundenergebnisse
| Mannschaft 1 | Mannschaft 2 | Ergebnis |
| ------------ | ------------ | -------- |
| England      | Neuseeland   | 4-1      |
| Malaysia     | Indien       | 4-1      |
| England      | Indien       | 2-3      |
| Malaysia     | Neuseeland   | 5-0      |
| England      | Malaysia     | 1-4      |
| Indien       | Neuseeland   | 4-1      |

## Medaillengewinner
| Pos | Team       | P | W | L |
| --- | ---------- | - | - | - |
| 1   | Malaysia   | 3 | 3 | 0 |
| 2   | Indien     | 3 | 2 | 1 |
| 3   | England    | 3 | 1 | 2 |
| 3   | Neuseeland | 3 | 0 | 3 |

## Endstand
| Platz  | Name | Land                |
| ------ | --- | ------------------- |
| Gold   | Cheah Soon Kit, Choong Tan Fook, Lee Wan Wah, Ong Ewe Hock, Wong Choong Hann, Yap Kim Hock, Yong Hock Kin                     | Malaysia            |
| Silber | Markose Bristow, Pullela Gopichand, Abhinn Shyam Gupta, Jaseel P. Ismail, Nikhil Kanetkar, Vincent Lobo, George Thomas        | Indien              |
| Bronze | Simon Archer, Mark Constable, Darren Hall, Chris Hunt, Peter Knowles, Julian Robertson, Nathan Robertson                      | England             |
| Bronze | Geoffrey Bellingham, Chris Blair, Dean Galt, Anton Gargiulo, Nick Hall, Jarrod King, Daniel Shirley                           | Neuseeland          |
| 5      | David Bamford, Mark Nichols, Murray Hocking, Nathan Malpass, Peter Blackburn, Ong Rae Mun, Stuart Brehaut                     | Australien          |
| 5      | Anton Kriel, Gavin Polmans, Johan Kleingeld, Michael Adams, Neale Woodroffe                                                   | Südafrika           |
| 5      | Alastair Gatt, Bruce Flockhart, Craig Robertson, David Gilmour, Jim Mailer, Kenny Middlemiss, Russell Hogg                    | Schottland          |
| 5      | Bryan Moody, Darryl Yung, Iain Sydie, Mike Beres, Bobby Milroy, Stuart Arthur                                                 | Kanada              |
| 9      | Bruce Topping, David Geddes, Eugene McKenna, Graham Henderson, Leslie Dewart, Mark Topping, Michael Watt                      | Nordirland          |
| 9      | Duminda Jayakody, Palinda Halangoda, Subhash Janaka de Silva, Manjula Fernando, Thushara Edirisinghe                          | Sri Lanka           |
| 9      | Andrew Groves-Burkec, Geraint Lewis, John Leung, Matthew Hughes, Richard Vaughan                                              | Wales               |
| 9      | Denis Constantin, Édouard Clarisse, Geenesh Dussain, Stephan Beeharry                                                         | Mauritius           |
| 13     | Andre Stewart, Bradley Graham, Charles Pyne, Robert Richards, Roy Paul jr.                                                    | Jamaika             |
| 13     | Abdulla Shakeeb, Ahmed Riyaz, Hassan Riyaz, Mamdhoon Rasheed, Mohamed Sharath                                                 | Malediven           |
| 13     | Anil Seepaul, Daron Dasent, Darron Charles, Sheldon Caldeira                                                                  | Trinidad und Tobago |
| 13     | Awang Amran Kambar, Ermadena Haji Talip, HJ Mohd Masri Fadzli, Junid Mohamad, Michael Nyau, Mohd Salleh Huzaini, Zailani Yuin | Brunei              |
| 17     | Burty Molia, Roger Ghee Lung Fong, Eric Yuen, Filivai Molia, Ryan Fong                                                        | Fidschi             |
| 17     | Alexander Ayim, Anthony Arthur, Charles Mensah, Charles Williams                                                              | Ghana               |
| 17     | Emmanuel Kebairejang, Harold Ndaba, Kabelo Ofentse, Mmoloki Mothala, Tebogo Ofentse                                           | Botswana            |